# Botolan
Botolan è una municipalità di prima classe delle Filippine, situata nella Provincia di Zambales, nella regione di Luzon Centrale.
Botolan è formata da 31 baranggay:
- Bancal
- Bangan
- Batonlapoc
- Belbel
- Beneg
- Binuclutan
- Burgos
- Cabatuan
- Capayawan
- Carael
- Danacbunga
- Maguisguis
- Malomboy
- Mambog
- Moraza
- Nacolcol

- Owaog-Nibloc
- Paco (Pob.)
- Palis
- Panan
- Parel
- Paudpod
- Poonbato
- Porac
- San Isidro
- San Juan
- San Miguel
- Santiago
- Tampo (Pob.)
- Taugtog
- Villar